# Limburg Golf & Country Club
De Limburg Golf & Country Club is een van de zes golfclubs in de Belgische provincie Limburg. De baan ligt in Houthalen-Helchteren op het natuurgebied Tenhaagdoornheide tussen de wijken Meulenberg en Houthalen-Oost. In de directe omgeving liggen ook de natuur- en recreatiegebieden Kelchterhoef en Hengelhoef.

## De baan
De baan werd in 1966 aangelegd door de Britse golfbaanarchitect Fred Hawtree op een stuk land van 65 hectare, dat de toenmalige gemeente Houthalen hiervoor ter beschikking stelde.
De aanleg van de 18-holesbaan startte in 1967 en werd afgerond in 1972. De eerste negen holes waren speelklaar in 1968.

## Omnium
Sinds 1978 wordt ieder jaar op deze baan het Omnium van België gespeeld.

## Challenge Tour
In 2006 is de eerste Telenet Trophy, onderdeel van de Challenge Tour, op Houthalen georganiseerd. In 2007 vindt het toernooi plaats in Waterloo, in 2008 weer op Houthalen.
| Jaar | Winnaar          | Land |
| ---- | ---------------- | ---- |
| 2006 | Toni Karjalainen | FIN  |
| 2008 | David Horsey     | ENG  |